# TBCルポルタージュ
TBCルポルタージュ「震災の記憶」（ティー・ビー・シー・ルポルタージュ「しんさいのきおく」）は、2011年5月14日から2012年3月7日まで毎月1回の土曜16:30 - 17:30に東北放送（TBCテレビ）で放送していた報道番組である。

## 概要
- 2011年3月11日に発生した東日本大震災の復興をメインテーマとして、2011年5月より毎月1回土曜日に1時間にわたり放送する。番組では東北放送報道部記者が県内の被災地を取材し、震災に通じて様々な問題を掘り起こして検証する。1時間の放送では2つのテーマを設けている。また専門家をゲストに迎えて、詳しく解説を行うことがある。

## 放送時間
- 毎月1回土曜 16:30 - 17:30(JST)（2012年3月分は3月7日19:00-19:54に放送した。）
  - このためサンドのぼんやり〜ぬTV再放送が17:00からの放送が16:00に時間変更した。

## キャスター
- 石川太郎（東北放送アナウンサー、Nスタみやぎキャスターも兼任）
  - 2011年8月、2012年3月は藤沢智子（東北放送アナウンサー）が担当した。

## その他
- 2011年7月18日14:55から5月、6月放送分を2時間に渡り再放送した。
- 2011年10月11日15:50から7月放送分を、翌12日13:55から8月放送分を再放送した。
- 2011年12月26日-29日の13:55-15:55（12月29日は13:55-14:55）に5月から12月放送分を再放送した